# Termux
Termux — бесплатный эмулятор терминала Linux для Android, включающий большую коллекцию пакетов ранее представленной операционной системы Linux.
По умолчанию в Termux установлена минимальная базовая система. Дополнительные пакеты доступны из диспетчера пакетов «pkg» (аналог apt). Приложение поддерживает расширенное управление при наличии прав суперпользователя и установке специального пакета «tsu» (аналог sudo). Без root-прав приложение также имеет достаточно широкие возможности. Терминалом можно управлять удалённо посредством SSH и VNC, при его настройке.
В приложении доступны пакеты для работы с такими языками программирования как: Си, C++, Python, Perl, Go, PHP, Lua. Присутствуют инструменты для создания и администрирования веб-серверов на базе Apache httpd и Nginx, пакеты для работы с базами данных — MariaDB и PostgreSQL, и инструменты для испытания на проникновения, такие как Metasploit Framework, Nmap, Wireshark, SQLMAP, Social-Engineer Toolkit и другие.

## Приостановка обновлений в Google Play
Со 2 ноября 2020 года все обновления существующих приложений в Google Play должны были ориентироваться на Android 10 (уровень API 29) или выше, однако, для Termux это стало большой проблемой. Один из основных разработчиков приложения Леонид Плющ объяснил проблему совместимости тем,  что Google применяет функцию безопасности W^X начиная с Android 10, что идёт вразрез с пакетным принципом установки в Termux, поскольку все его пакеты содержат исполняемые файлы.
Установка из Google Play всё же доступна, однако, официальная поддержка Android 10 и выше официально прекращена. Последняя доступная версия приложения (0.101) была опубликована 29 сентября 2020 года. Некоторые пользователи могут столкнуться с проблемой запуска этой версии приложения. Также невозможен запуск утилиты netstat и иных утилит, требующих доступ к каталогу /proc/net без наличия прав суперпользователя.
Официальная поддержка Termux осталась в каталоге приложений F-Droid, поскольку при отправке пакета для включения в репозиторий F-Droid нет строгих требований к версии SDK для Android.